# Paphinia posadarum
Espèce
Paphinia posadarum Dodson & R.Escobar est une espèce de plantes à fleurs de la famille des Orchidaceae (les orchidées) et appartenant à la sous-tribu des Stanhopeinae.
Proche de Paphinia benzingii mais avec des fleurs beaucoup plus grandes.

## Étymologie
Nommée en l’honneur de Jaime Posada et de son épouse Ligia Moreno de Posada, propriétaires de l’exploitation horticole Colomborquídeas à Medellin (depuis 1972), pour leur contribution à la connaissance des orchidées andines.

## Diagnose
Similis P.benzingii sed floribus multo majoribus, duobus ciliis carnosis separatis a margine unguis et lobo apicali obtrullato atque papilloso-rugoso.
- Dodson & R.Escobar 1993. Orquideología 18 (3) : 229-236.

## Répartition et biotope
La plante type a été récoltée en 1988 dans département d’El Chocó en Colombie, près de Carmen de Atrato à 1 500 m d'altitude. La première floraison en culture a eu lieu en août 1992. Colombie, Équateur.

## Culture
Aucune information disponible.